# 원숭이 머리 성운
NGC 2174는 오리온자리에 있는 H II 영역이다. 흔히 원숭이 머리 성운이라고 부른다. 1877년 스테판(Jean Marie Stephan)이 처음 발견되었다. NGC 2174는 서유기에 나오는 손오공의 옆 모습을 닮았는데, 특히 오른쪽 윤곽이 원숭이의 코와 입을 빼닮았으며, 위쪽의 밝은 항성들은 손오공의 머리띠를 상상하게 해준다.
원숭이성운은 푸른색의 산개성단 NGC 2175를 둘러싸고 있다. 이 성운이 붉게 보이는 것은 이온화된 수소에 의해 발광하기 때문이다. NGC 2174는 몇 개의 성운 덩어리가 하나로 뭉쳐진 것으로 알려져 있다.